# Songwriting
Songwriting (deutsch Liedschreiben, Songschreiber; von englisch song, Lied und englisch writing, Schreiben) ist in der Musik der Anglizismus für die Tätigkeit des Liedtexters und Komponisten in einer Person, die Vokalmusik im Musikgenre der Pop-, Rock-, Folk- oder Country-Musik kreiert.

## Allgemeines
Es ist verbreitet, dass in unterschiedlichen Musikstilen der Begriff komponieren durch alternative Termini ersetzt wird; so wird im Jazz beispielsweise eher von arrangieren oder in der Popmusik von Songwriting gesprochen. Auch in der amerikanischen Fachliteratur ist der Songwriter ein Urheber, der sowohl Texte als auch Musik konzipiert, konstruiert und zusammenformt, um daraus ein Musikstück zu gestalten, wobei diese Quelle aber klarstellt, dass der allgemeine Begriff des Songwriters auch entweder für einen ausschließlichen Liedtexter oder für einen ausschließlichen Komponisten alleine gelten kann. 
Zuweilen werden als Songwriter in diesem engeren Sinn auch Komponisten bezeichnet, die selbst nicht texten, z. B. Elton John, nicht jedoch Liedtexter, die nicht komponieren, z. B. Bernie Taupin. Komponisten kreieren dabei Form, Harmonik, Melodik und Rhythmik der Werke, während Liedtexter den Text dazu verfassen. Beides kann auch von derselben Person ausgeführt werden. 

## Beispiele
Songwriter sind typisch für die Country-Musik, Folkmusik oder bei Protestliedern. Vertreter sind unter anderem Kris Kristofferson, Joan Baez, Donovan, Bob Dylan, Pete Seeger, oder Leonard Cohen. Insbesondere Dylan hat seine Kompositionen nicht nur selbst gesungen, sondern vielmehr wurden sie durch Coverversionen von Interpreten der Popmusik zu Millionensellern (The Byrds: Mr. Tambourine Man; Manfred Mann: Mighty Quinn). Später stiegen Randy Newman, Laura Nyro oder Jimmy Webb in diese Kategorie auf. 

## Songelemente

Exemplarischer Ablauf eines Songwriter-Liedes

Das Songwriting hat eigene Methoden, deren Fachausdrücke ebenfalls aus dem Englischen stammen und meist – isoliert oder kombiniert – in Kompositionen eingesetzt werden: Lick, Riff, Break, Fill, Stop und Hookline. Sie sollen dazu dienen, den Wiedererkennungswert beim Zuhörer zu erhöhen.
Ein Songwriter teilt das Lied in Parts – Grundbestandteile – auf, die Strophe (auch Vers), Bridge (auch englisch Prechorus) und Refrain (auch englisch Chorus) genannt werden.

## Produktion
Der Songwriter hat im Gegensatz zum klassischen Komponisten oft eine wesentlich geringere Besetzung zu instrumentieren, da Popmusik häufig von nicht mehr als fünf oder sechs Musikern interpretiert wird. Zu der Besetzung zählen meist Harmonieinstrumente wie die E-Gitarre, das Keyboard und der E-Bass, Rhythmusinstrumente wie das Schlagzeug und andere Perkussions-Instrumente. Oft werden auch Synthesizer eingesetzt.
Die Komposition im urheberrechtlichen Sinne besteht in der Melodiestimme. Als Hookline bezeichnet man die gesungene Titelzeile (nicht den – eventuell abweichenden – Liedtitel, meist fallen diese jedoch zusammen). Die Hookline oder Hook trägt in der Regel die musikalische Prägnanz und textlich die Hauptaussage des Liedes und erzeugt den Wiedererkennungswert: Sie ist meist eine Refrainzeile oder das Schlüsselwort des Refrains wie bei Über den Wolken, Love Me Tender oder Wind of Change oder manchmal die Coupletzeile, zum Beispiel bei In the Ghetto oder Aber bitte mit Sahne. Die sogenannte Hook kann aber auch aus einer instrumentalen Phrase bestehen (bekanntes Beispiel ist das Intro von Smoke on the Water) – oder in modernen elektronischen Musikgenres durch Geräusche oder Soundeffekte geprägt sein. Kern einer Hook ist der Wiedererkennungswert.
Bis in die späten 1970er Jahre hinein wurden Lieder in Form von Musiknoten festgehalten. Heute produzieren Songwriter zunehmend ihre Idee am Computer mit synthetischen Instrumenten vor, um den Interpreten eine Demoaufnahme vorspielen zu können. Noten findet man hauptsächlich noch in Liederbüchern (zum Beispiel mit Gitarrentabulaturen zum Nachspielen). 

## Singer-Songwriter
Wenn der Songwriter seinen selbst verfassten Musiktitel auch interpretiert, wird er Singer-Songwriter genannt. Der Begriff hat sich im deutschsprachigen Raum nicht etabliert. Vielmehr gibt es hier den Liedermacher: Bei den Liedermachern der verschiedenen Sprachräume findet sich in vielen Fällen wieder die alte Einheit von Textdichter, Komponist und Sänger, wie sie seit dem Mittelalter üblich war. Der Begriff wurde von Wolf Biermann 1961 geprägt für in Personalunion als Texter, Komponist und sich selbst – oft mit Gitarre – begleitenden Sänger. Liedermacher artikulieren politische Agitation (Wolf Biermann, Franz-Josef Degenhardt) oder private Alltagsprobleme (Georg Kreisler, Reinhard Mey, Hannes Wader). Liedermacher im Schlager war beispielsweise Udo Jürgens, in der Popmusik sind es Udo Lindenberg oder Peter Maffay. 